# The Odyssey (албум)
The Odyssey је шести студијски албум северноамеричког прогресив метал бенда .

## Извођачи
- Мајкл Ромео - Све електричне и акустичне гитаре, оркестралне клавијатуре и програмирање
- Расел Ален - Вокал
- Мајкл Пинела - Клавијатуре
- Мајкл Лепонд - Бас
- Џејсон Руло - Бубњеви